# Private Practice
Private Practice är en amerikansk tv-serie som utspelar sig på ett sjukhus i Kalifornien. Serien hade amerikansk premiär på kanalen ABC den 3 maj 2007  och är en spinoff till Grey's Anatomy. Efter sex säsonger visades det sista avsnittet 22 januari 2013.

## Handling
Private Practice kretsar kring Dr. Addison Montgomery (spelad av Kate Walsh) när hon lämnar sjukhuset Seattle Grace Hospital i Seattle för att börja tjänstgöra på en privat klinik i Los Angeles.

## Rollista i urval
| Skådespelare      | Roll                  | Säsong     |
| ----------------- | --------------------- | ---------- |
| Kate Walsh        | Addison Montgomery    | säsong 1–6 |
| Taye Diggs        | Sam Bennett           | säsong 1–6 |
| Amy Brenneman     | Violet Turner         | säsong 1–6 |
| Paul Adelstein    | Cooper Freedman       | säsong 1–6 |
| KaDee Strickland  | Charlotte King        | säsong 1–6 |
| Chris Lowell      | William ”Dell” Parker | säsong 1–3 |
| Audra McDonald    | Naomi Bennett         | säsong 1–4 |
| Tim Daly          | Peter ”Pete” Wilder   | säsong 1–5 |
| Brian Benben      | Sheldon Wallace       | säsong 2–6 |
| Caterina Scorsone | Amelia Shepherd       | säsong 3–6 |
| Benjamin Bratt    | Jake Reilly           | säsong 4–6 |
| Griffin Gluck     | Mason Warner          | säsong 5–6 |

### Gästskådespelare i urval
- 2007 Valerie Mahaffey som Marilyn Sullivan.
- 2007 Sara Gilbert som gravida Kelly som tar gisslan.
- 2007 Joy Lauren som en mamma som ger bort sin baby.
- 2008 Joe Nieves som Heathers man.
- 2008 Sarah Drew som en gravid kvinna.
- 2009 Elizabeth Daily som gravid kvinna.
- 2009 Jana Kramer som en patients flickvän.
- 2009 Max Burkholder som en av Petes patienter.
- 2009 Melinda Page Hamilton som Bobbys flickvän.
- 2009 Lucy Hale som hemlösa Danielle.
- 2010 Brenda Vaccaro som Violettes advokat.
- 2010 Currie Graham som en patient med njursvikt.
- 2010 Justine Bateman som mamma till Coopers patient.
- 2010 James Remar som Petes kollega.
- 2010 Romy Rosemont som mamma till en mobbad tonåring.
- 2010 Rockmund Dunbar som patient.
- 2011 Paul Dooley som Sams patient.
- 2011 David Eigenberg som en patients make.
- 2011 Cristine Rose som Coopers mamma.
- 2011 Jean Villepique som Sams patients mamma.
- 2011 Amy Morton som återhämtande knarkmissbrukare som hjälper till med Amelia.
- 2012 Rachel Fox som syster till en patient med knivskador.
- 2012 Jillian Bach som gravid patient.
- 2012 Alfre Woodard som Sams mamma.
- 2013 Sarah Ramos som Violettes ex-patient.

## Avsnittsguide

### Special
"Come Rain or Come Shine: From Grey's Anatomy to Private Practice"

### Pilot
"The Other Side of This Life (Parts 1 & 2)"

### Säsong 1
1. "In Which We Meet Addison, A Nice Girl From Somewhere Else"
2. "In Which Sam Receives An Unexpected Visitor"
3. "In Which Addison Finds The Magic"
4. "In Which Addison Has A Very Casual Get Together"
5. "In Which Addison Finds A Showerhead"
6. "In Which Charlotte Goes Down The Rabbit Hole"
7. "In Which Sam Gets Taken For A Ride"
8. "In Which Cooper Finds A Port In His Storm"
9. "In Which Dell Finds His Fight"

### Säsong 2
1. "A Family Thing"
2. "Equal & Opposite"
3. "Nothing To Talk About"
4. "Past Tense"
5. "Let It Go"
6. "Serving To Masters"
7. "Tempting Faith"
8. "Crime And Punishment"
9. "Know When To Fold"
10. "Worlds Apart"
11. "Contamination"
12. "Homeward Bound"
13. "Nothing To Fear"
14. "Second Chances"
15. "Acceptance"
16. "Ex-Life"
17. "Wait And See"
18. "Finishing"
19. "What Woman Want"
20. "Do The Right Thing"
21. "What You Do For Love"
22. "Yours, Mine & Ours"

### Säsong 3
1. "A Death In The Family"
2. "The Way We Where"
3. "Right Here, Right Now"
4. "Pushing The Limits"
5. "Strange Bedfellows"
6. "Slip Slidin' Away"
7. "The Hard Part"
8. "Sins Of The Father"
9. "The Parent Trap"
10. "Blowups"
11. "Another Second Chance"
12. "Best Laid Plans"
13. "Shotgun"
14. "Love Bites"
15. "'Til Death Do Us Part"
16. "Fear Of Flying"
17. "Triangles"
18. "Pulling The Plug"
19. "Eyes Wide Open"
20. "Second Choices"
21. "War"
22. "In The Name Of Love"
23. "The End Of A Beautiful Friendship"

### Säsong 4
1. "Take Two"
2. "Short Cuts"
3. "Playing God"
4. "A Better Place To Be"
5. "In Or Out"
6. "All In The Family"
7. "Did You Hear What Happened To Charlotte King?"
8. "What Happens Next"
9. "Can't Find My Way Back Home"
10. "Just Lose It"
11. "If You Don't Know Me By Now"
12. "Heaven Can Wait"
13. "Blind Love"
14. "Home Again"
15. "Two Steps Back"
16. "Love and Lies"
17. "A Step Too Far"
18. "The Hardest Part"
19. "What We Have Here..."
20. "Something Old, Something New"
21. "God Bless the Child"
22. "...To Change the Things I Can"

### Säsong 5
1. "God Laughs"
2. "Breaking the Rules"
3. "Deal With It"
4. "Remember Me"
5. "Step One"
6. "If I Hadn't Forgotten..."
7. "Don't Stop 'Till You Get Enough"
8. "Who We Are"
9. "The Breaking Point"
10. "Are You My Mother?"
11. "The Standing Eight Count"
12. "Losing Battles"
13. "The Time Has Come"
14. "Too Much"
15. "You Break My Heart"
16. "Andromeda"
17. "The Letting Go"
18. "It Was Inevitable"
19. "And There It Was One"
20. "True Colors"
21. "Drifting Back"
22. "Gone, Baby, Gone"

### Säsong 6
1. "Aftershock"
2. "Mourning Sickness"
3. "Good Grief"
4. "You Don't Know What You Got Till It's Gone"
5. "The Next Episode"
6. "Apron Strings"
7. "The World According To Jake"
8. "Life Support"
9. "I'm Fine"
10. "Georgia On My Mind"
11. "Good Fries Are Hard To Come By"
12. "Full Release"
13. "In Which We Say Goodbye"